# Valeria Fedeli
Valeria Fedeli (ur. 29 lipca 1949 w Treviglio) – włoska działaczka związkowa i polityk, senator, w latach 2016–2018 minister edukacji.

## Życiorys
Kształciła się w zakresie nauk społecznych w szkole UNSAS w Mediolanie. W latach 70. została etatową działaczką Włoskiej Powszechnej Konfederacji Pracy (CGIL). Od 1982 pracowała w Rzymie. W latach 2000–2010 kierowała Filtea-Cgil, zrzeszeniem pracowników przemysłu tekstylnego. W latach 2001–2012 przewodniczyła europejskiej branżowej federacji związkowej FSE-THC.
W 2012 zrezygnowała z działalności związkowej, dołączając do Partii Demokratycznej. Z ramienia tego ugrupowania w wyborach w 2013 została wybrana w skład Senatu, po czym powierzono jej funkcję wiceprzewodniczącej tej izby. 12 grudnia 2016 w nowo utworzonym rządzie Paola Gentiloniego objęła stanowisko ministra edukacji, szkolnictwa wyższego i badań naukowych.
W 2018 ponownie uzyskała mandat senatora. 1 czerwca tegoż roku zakończyła pełnienie funkcji rządowej.